# Martelange
Martelange é um município da Bélgica localizado no distrito de Arlon, província de Luxemburgo, região da Valônia.

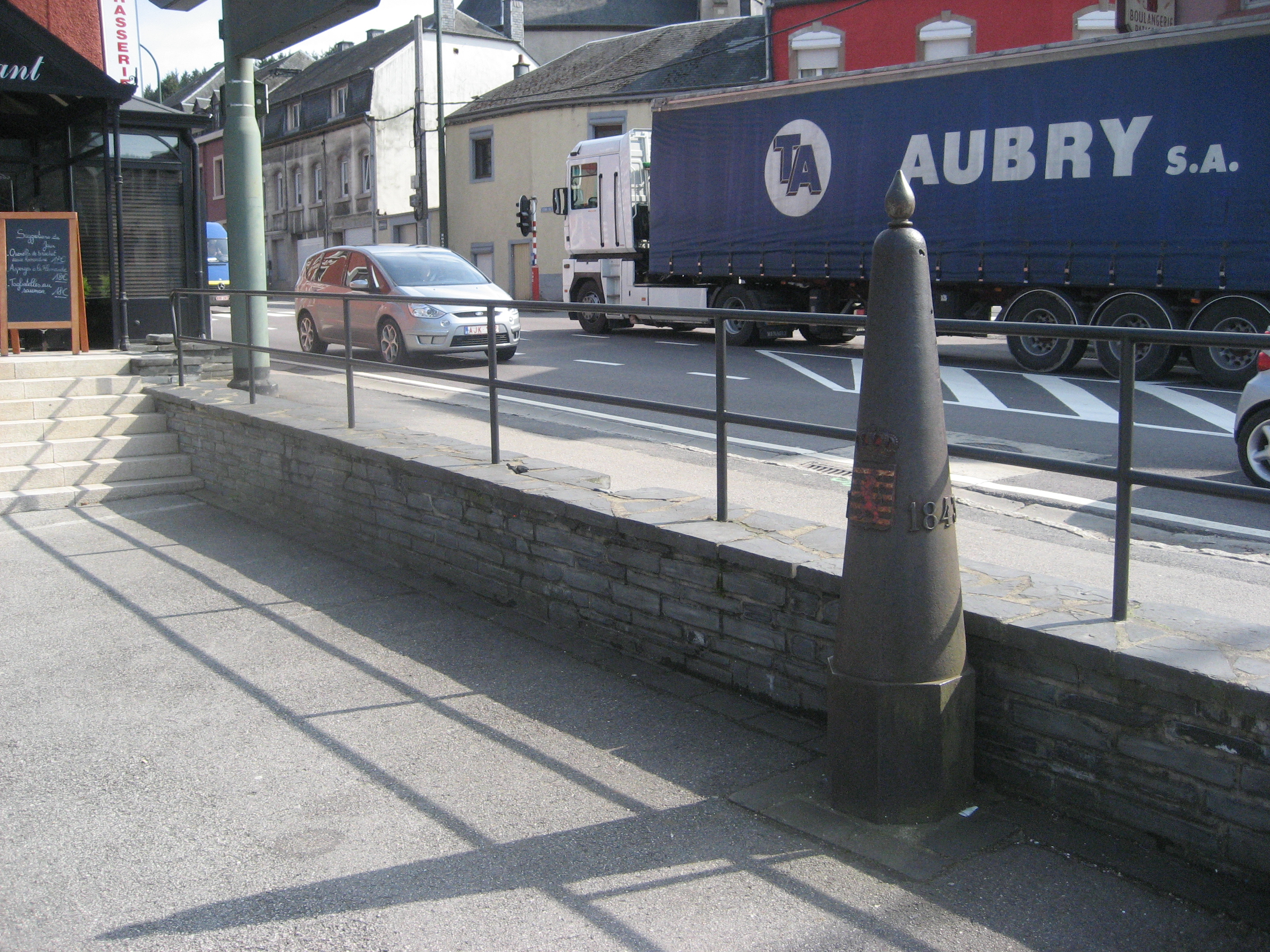
Um marco da fronteira Bélgica-Luxemburgo em Martelange.